# Said Khallaf
Said Khallaf (en arabe : سعيد خلاف), est un scénariste et réalisateur marocain.

## Biographie et études
ingénieur développeur de logiciel à la base, après la mort de ses deux garçons radicalise dans les bas quartiers casablancais. Il décide de se convertir en cinéaste en suivant de multiples cursus de formation aux arts de la cinématographie.
En 2005, il est diplômé de WHMIS and Film Orientation, BC Institute of film Professionals. De 2004 en 2005, la Digital Video Production, Film School, Vancouver, (Canada) puis 2010 Bachelor in Film Studies, University, Vancouver (Canada).

## Parcours professionnel
Saïd Khallaf commence sa carrière dans l’industrie du film à Vancouver. En 2003, il joue sur scène et coécrit un certain nombre de pièces. En 2004, il intègre la Vancouver Film School et produit et réalise, pendant un an et demi, des émissions pour le Canadian Channel M.
Saïd  réalise des films notamment  La comédie (2017),Un mile dans mes chaussures (2016) qui gagne le Prix Etalon de bronze derrière Sylvestre Amoussou et Alain Gomis au FESPACO 2017.

## Filmographie

### Longs-métrages
- 2019 : Les égarés
- 2017 : La comédie
- 2016 : Un mile dans mes chaussures

### Courts-métrages
- 2005 : The First Kiss
- 2009 : The Mother
- 2010 : Midnight Disease
- 2012 : Collision

## Prix et nominations
2017:
- Etalon de bronze FESPACO dans Un mile dans mes chaussures.